# Bentley's Miscellany

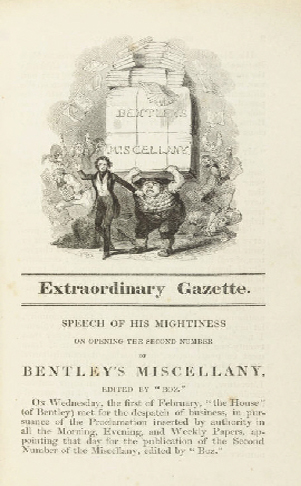
Uit Bentley's Miscellany, maart 1837, met een illustratie van 'Phiz'

Bentley's Miscellany was een succesvol Engels geïllustreerd literair tijdschrift dat werd uitgegeven van 1836 tot 1868. Het blad werd opgericht door de uitgever Richard Bentley, die al eerder met succes romans had uitgegeven. Het tijdschrift bevatte korte verhalen, gedichten, essays en in serievorm gepubliceerde romans. Daarnaast bevatte het korte biografieën, artikelen over het theater, reizen, dieren en diverse wetenschappelijke zaken.
De eerste redacteur van Bentley's Miscellany was Charles Dickens, die zijn tweede roman, Oliver Twist, in het blad publiceerde. Na een ruzie met de uitgever stapte Dickens echter in 1839 op, wat het blad niet ten goede kwam. Hij werd opgevolgd door de romanschrijver William Harrison Ainsworth, die twee jaar lang de redactie voerde. Ainsworth nam het blad later over, maar verkocht het in 1868 terug aan Bentley. De uitgever ging vervolgens een fusie aan met het tijdschrift Temple Bar.
Het tijdschrift publiceerde werk van onder anderen Dickens, William Harrison Ainsworth, Wilkie Collins, Ouida, Catharine Sedgwick, Richard Brinsley Peake, Thomas Moore, Thomas Love Peacock, William Mudford, Mrs Henry Wood, Charles Robert Forrester, Frances Minto Elliot, William Makepeace Thackeray, Henry Wadsworth Longfellow en verhalen van Edgar Allan Poe.
Bekende illustratoren waren onder anderen George Cruikshank en John Leech, die succes zou hebben met zijn illustraties in Punch.

## Gedigitaliseerde versie van Bentley's Miscellany
- Deel I
- Deel II
- Deel V
- Deel VII
- Deel VIII
- Deel IX
- Deel XVI
- Deel XXII
- Deel XXXI
- Deel XLIV
- Deel XLV
- Deel XLVII
- Deel LI
- Deel LIX